# Опівнічне сяйво
«Опівнічне сяйво» — щорічний фестиваль ігрового та документального кіно країн Північної Європи та Балтії. Фестиваль заснувала продюсерка і режисерка Воля Чайковська у 2015 році за підтримки Управління Ради міністрів країн Північної Європи в Литві.
На кінофестивалі демонструються фільми з Литви, Латвії, Естонії, Норвегії, Данії, Швеції, Фінляндії та Ісландії. А з 2020 року до міжнародної програми організатори додали національний білоруський конкурс.
У дні фестивалю і протягом року в рамках кінофестивалю проходять додаткові покази, лекції, майстер-класи та інші заходи для білоруських[уточнити] режисерів, продюсерів і аматорів як у сфері художнього, так і документального кіно.
Протягом багатьох років гостями «Опівнічного сяйва» були шведська режисерка Катя Вік, ісландський продюсер Антон Мані Свансон, норвезький письменник Ерленд Лу, латвійський режисер театру і кіно Вьєстурс Кайрішс, естонський продюсер Іво Фельт, фінська акторка Памела Тола, данський письменник Петер Хьоґ, білоруська філософка Ольга Шпарага, білоруська письменниця Тетяна Заміровська, білоруський активіст Нік Антіпов, білоруський культуролог Максим Жбанков, білоруська режисерка Дар'я Жук та багато інших.
З 2015 року кінофестиваль проходить у Мінську в кінотеатрі «Мир», а також покази в інших містах Білорусі : Гомелі, Вітебську та Гродно. З 2020 року фестиваль перейшов на онлайн-гібридний формат. Так, у 2022 році індивідуальні покази «Опівнічного сяйва», а також зустрічі з режисерами відбулися у Вільнюсі (Литва) та Таллінні (Естонія).

## Кінопрограми «Опівнічного сяйва»
«Опівнічне сяйво» відкрите як для ігрових, так і для документальних, анімаційних і великих фільмів. Кінофестиваль має міжнародну програму (документальну та ігрову), білоруський конкурс, а також додаткові програми. Так, у 2020 році можна було переглянути коротку програму, яка складається з 5 шведських короткометражних фільмів (кураторка Ешлі Сміт); у 2021 році спецпрограма «Балтійська хвиля», до якої увійшли три стрічки з Литви, Латвії та Естонії про революції та зміни в цих пострадянських країнах; у 2022 році — спецпрограма українського кіно «UKRAINE MON AMOUR», присвячена хоробрій боротьбі українського народу за свободу та проти російської агресії, а також позаконкурсна білоруська програма «Вугал Зроку» (Кут зору) з 7 білоруських аматорських фільмів.

## Білоруський конкурс
Повноцінна білоруська програма вперше з'явилася на кінофестивалі «Північне сяйво» у 2020 році. Тоді до нього увійшли 7 документальних і 1 художній фільм: «Невідомий рай» (документальний фільм, режисерка Дар'я Юркевич), «Епітафія» (документальний фільм, режисер Віктор Аслюк), «Мені потрібні обійми» (документальний фільм, режисер Андрій Кутило), «Тато» (документальний фільм, режисерки Лариса Артюгіна, Марта-Дарія Клинова), «Шлях додому» (документальний фільм, режисер Артем Лобач), «Кордони» (документальний фільм, режисерка Юлія Шатун), «На зв'язку» (документальний фільм, Максим Швед, Ксенія Голубович, Алесь Лапо, Вероніка Бондарович), «Дезертир» (вистава, режисерка Саша Стельчанка).
У 2021 році білоруська програма стала називатися білоруським конкурсом. Цього року білоруські фільми перший раз розглядало міжнародне журі у складі: Стефані Герц (німецька журналістка та кінокураторка), Трістана Приймягі (естонський кінокритик), Люсі Вірхен (американська журналістка та кінокритикиня). До білоруського конкурсу увійшли 5 фільмів: «Спільна мова» (документальний фільм, режисерка Воля Чайковська), «Сойка» (ігровий, режисерка Анастасія Сергієня), «Три товариші» (ігровий, режисер Володимир Козлов), «Кунашир» (документальний фільм, режисер Володимир Козлов), «Тато» (гібрид, режисерка Марія Якимович).
У 2021 році журі «Північного сяйва» видало диплом за найкращий фільм у білоруському конкурсі Марії Якимович, режисерці фільму «Тато»:
|  | Фільм дає дуже інтимний. особистий погляд на важку ситуацію в сім'ї. Змішуючи різні жанри, фільм є романтичне посланням до часу, якого ніколи там і не було, він змушує задуматися про ламкі відносини, які часто не просто підтримувати в межах однієї сім'ї. |

У 2022 році на участь у білоруському конкурсі подали заявку режисери 38 фільмів, 11 з них організатори відібрали для участі в конкурсі: «Один» (документальний фільм, режисери Микола Халезін, Наталія Коляда, Ендрю Сміт), «Побачення в Мінську» (гібрид, режисер Микола Лаврецький), «Допомога» (документальний, режисер Павло Мажар), «Зима» (документальний, режисер Діма Дзядок), «Ширей Мара» (анімаційний, режисер Ната Корнєєва), «Через рейки» (документальний фільм, режисер Антось Сивих), «Літо 1989» (п'єса, режисер Володимир Козлов), «Якщо квіти мовчать» (документальний фільм, режисер Андрій Кутило), «Сон» (гібрид, режисер Саша Кулак), «DOMUM» (документальний фільм, режисер Максим Сірий), «Край світу» (документальний фільм, режисерка Ганна Савченко).
Міжнародне журі (фарерський режисер і сценарист Сакаріс Стора, українська продюсерка Наталія Лібет, фінська акторка і режисерка Памела Тола) обрало переможцем білоруського конкурсу 2022 року фільм Саші Кулака «Сон», а також відзначило фільм Андрія Кутила «Коли квіти не мовчать» і «Шайра Мара» Нати Корнєєвої.

## Експертна рада
У 2022 році створилась Експертна рада «Північного сяйва» — міжнародний дорадчий комітет, покликаний обмінюватися ідеями. За словами організаторів, спільно з членами Ради вони будуть шукати нові можливості і формувати стратегії розвитку «Північного сяйва», його концепції та інфраструктури, зокрема й на користь білоруської кіноіндустрії в цілому.
До складу правління входять міжнародні та білоруські експерти в галузі кіно, виробництва, арт-менеджменту тощо. Кількість членів ради може змінюватися. Нині[коли?] до ради входять консультант зі стратегії Тамара Тацишвілі (Сакартвело (Грузія)/Бельгія), продюсер Стен-Крістіан Салувеїр (Ісландія), режисерка і продюсерка Дар'я Жук (Білорусь/США), експертка з маркетингу Надія Зелянкова (Білорусь/Естонія), продюсер Антон Мані Свонсон (Ісландія). Правління кілька разів на рік проводить закриті стратегічні зустрічі із засновницею кінофестивалю Волею Чайковською.